# Île de Bréhat (câblier)
Pour les articles homonymes, voir Bréhat (homonymie).
Le CS Île de Bréhat est un navire-câblier français utilisé par Alcatel-Lucent. Il a été construit en 2002 par l'entreprise Hyundai Mipo Dockyard (HMD) en Corée du Sud. Il a deux navires-jumeaux, l’Île de Batz et l’Île de Sein.

## Historique
Le navire est nommé d'après l'île bretonne de Bréhat.
En 2006, il a été équipé de matériel de dépollution et de lutte contre la pollution aux hydrocarbures dans le cadre du plan européen de protection et de prévention des marées noires. Puis en 2009 il a été reconfiguré en poseur de câbles et le matériel de dépollution a été débarqué.
Le propriétaire du navire est la société Alda Marine SA, une filiale d'Alcatel-Lucent, il est armé par LDA (Louis Dreyfus Armateurs).